# Xabi Prieto
Xabier Prieto Argárate, cunoscut ca Xabi Prieto (n. 29 august, 1983, San Sebastián, Guipúzcoa, Spania) este un jucător de fotbal retras din activitate, care a jucat întreaga carieră la Real Sociedad, club istoric din Prima Divizie din Spania a cărui căpitan a fost .
Precedent de la ikastola Santo Tomas Lizeoa, și-a început cariera la Hernani împrumutat de la Real Sociedad, ce il semnase fiind tânăr. După trecerea pe la Real Sociedad B, unde a jucat 48 de meciuri și a marcat 8 goluri, și-a făcut debutul cu prima echipă pe 8 septembrie din 2003 în meciul de Cupa Real Oviedo 1- Real Sociedad 2.
Măsura 1,85 metri, cântărește aproximativ 78 kg și poziția sa obișnuită este interior dreapta și playmaker. Este un jucător foarte tehnic, a cărui principală calitate este driblingul. Este unul dintre jucătorii cei mai iubiți de fanii echipei, în afară de a fi unul dintre jucătorii cel mai bine cotat din punct de vedere tehnic din competiție, iese în evidență pentru angajamentul său față de club și fani. A respins oferte financiare superioare pentru a rămâne la echipa sa de o viața, Real Sociedad. A fost internațional sub-21.